# Abierto de Hong Kong de Golf
El Abierto de Hong Kong de Golf es un torneo masculino de golf celebrado desde el año 1959 en Hong Kong (antes parte del Imperio Británico, hoy parte de la República Popular de China). Actualmente es organizado en conjunto por la Asian Tour y la European Tour (desde 2001), y pertenece a ambas giras. Como se disputa a fines de año, las ediciones 2001 a 2008 formaron parte de la temporada del siguiente año de la European Tour. La bolsa de premios del Abierto de Hong Kong de Golf es de US$ 2,5 millones, una de las más altas del Asia-Pacífico, lo que combinado con sus cinco décadas de historia lo hace uno de los torneos de golf más importantes de la región. A partir de 2001, la sede es el Club de Golf de Hong Kong en Sheung Shui, Nuevos Territorios.

## Ganadores
| Año  | Golfista             | Score       |
| ---- | -------------------- | ----------- |
| 2015 | Justin Rose          | 263 (-17)   |
| 2014 | Scott Hend           | 267 (-13)   |
| 2013 | Miguel Ángel Jiménez | 268 (-12)   |
| 2012 | Miguel Ángel Jiménez | 265 (-15)   |
| 2011 | Rory McIlroy         | 268 (-12)   |
| 2010 | Ian Poulter          | 258 (-22)   |
| 2009 | Grégory Bourdy       | 261 (-19)   |
| 2008 | Lin Wen-tang         | 265 (-15)PO |
| 2007 | Miguel Ángel Jiménez | 265 (-15)   |
| 2006 | José Manuel Lara     | 265 (-15)   |
| 2005 | Colin Montgomerie    | 271 (-9)    |
| 2004 | Miguel Ángel Jiménez | 266 (-14)   |
| 2003 | Pádraig Harrington   | 269 (-11)   |
| 2002 | Fredrik Jacobson     | 260 (-16)   |
| 2001 | José María Olazábal  | 262 (-22)   |
| 2000 | Simon Dyson          |             |
| 1999 | Patrik Sjöland       |             |
| 1998 | Kang Wook-soon       |             |
| 1997 | Frank Nobilo         |             |
| 1996 | Rodrigo Cuello       |             |
| 1995 | Gary Webb            |             |
| 1994 | David Frost          |             |
| 1993 | Brian Watts          |             |
| 1992 | Tom Watson           |             |
| 1991 | Bernhard Langer      |             |
| 1990 | Ken Green            |             |
| 1989 | Brian Claar          |             |
| 1988 | Hsieh Chin-sheng     |             |
| 1987 | Ian Woosnam          |             |
| 1986 | Seiichi Kanai        |             |
| 1985 | Mark Aebli           |             |
| 1984 | Bill Brask           |             |
| 1983 | Greg Norman          |             |
| 1982 | Kurt Cox             |             |
| 1981 | Tze-Ming Chen        |             |
| 1980 | Kuo Chie-Hsiung      |             |
| 1979 | Greg Norman          |             |
| 1978 | Hsieh Min-Nan        |             |
| 1977 | Hsieh Yung-Yo        |             |
| 1976 | Ho Ming-chung        |             |
| 1975 | Hsieh Yung-Yo        |             |
| 1974 | Lu Liang-Huan        |             |
| 1973 | Frank Phillips       |             |
| 1972 | Walter Godfrey       |             |
| 1971 | Orville Moody        |             |
| 1970 | Isao Katsumata       |             |
| 1969 | Teruo Sugihara       |             |
| 1968 | Randall Vines        |             |
| 1967 | Peter Thomson        |             |
| 1966 | Frank Phillips       |             |
| 1965 | Peter Thomson        |             |
| 1964 | Hsieh Yung-Yo        |             |
| 1963 | Hsieh Yung-Yo        |             |
| 1962 | Len Woodward         |             |
| 1961 | Kel Nagle            |             |
| 1960 | Peter Thomson        |             |
| 1959 | Lu Liang-Huan        |             |